# Ваља Манастириј (Алба)
Ваља Манастириј (рум. Valea Mănăstirii) насеље је у Румунији у округу Алба у општини Рамец. Oпштина се налази на надморској висини од 457 m.

## Становништво
Према подацима из 2002. године у насељу је живело 172 становника, од којих су сви румунске националности.